# 朝鮮の大陸史観
朝鮮の大陸史観（ちょうせんのたいりくしかん）は、朝鮮民族の歴代国家またはその主要活動領域を、朝鮮半島だけでなく満洲、または渤海湾付近と山東半島、中国本土の東海岸まで拡張する歴史観である。
このような歴史観は、朝鮮王朝末期から植民地時代にかけて活動した独立運動家・歴史家の申采浩らによる朝鮮民族主義歴史学により提唱されてきたが、メディアなどで目立ち始めたのは1980年代に入ってからで、「百済の中国東海岸進出説」や、「朝鮮の歴史の一部としての渤海史」が強調された。
1990年代を経て主張が多様になり、高句麗・百済・新羅が争う三国時代の中心地域は朝鮮半島ではなく中国本土だったという主張が登場した。一部ではこれを拡張して高麗や李氏朝鮮が朝鮮半島ではなく中国本土にあったとも主張した。
主に、歴史学者ではない在野の歴史研究家により提唱されているが、プロの歴史学者にも同様のことを提唱している人物がおり、韓国の新聞・テレビ・ネットメディアなどではしばしば好意的に取り上げられる。

## 概要
大陸史観が提起され始めた当時は、大韓民国で南北統一を志向する民族主義や民主化運動が燃え上がった時期であった。軍事政権下の政界・財界・軍人・学界に対する反発、彼らのバックボーンにあるとみられた親日派への反発と、在野史観・民族主義史観・大陸史観の隆盛とは軌を一にしている。
大陸史観を主張する人々は、大陸史観は半島史観に対応する概念であり、日本統治時代に朝鮮史の領域を半島に閉じ込めた「半島史観」が戦後もなお韓国の歴史学に反映されているので、日帝残滓である半島史観を克服しなければならないと主張する。
これらは既存の古代史研究と違う枠組を主張する。例えば、既存学界は歴史書の遼東を現代の遼東と同じ場所だと認識している。しかし大陸史観論者たちは、文献の独特の解釈を根拠に、該当地域が今よりもっと西方に位置しており、したがって高句麗の実際の領域ももっと西方に広かったという風に主張する。このような主張は歴史学界（在野の研究家は「講壇歴史学者」と呼ぶ）と対立関係にある様々な個人研究者たちによって信奉されており、これを擁護するインターネット上の歴史同好会も存在する。

## 大陸史観の類型及び主張
大陸史観には多様な見解が存在する。一部では朝鮮の歴史を満洲と現中国大陸に拡張し、他の一部では朝鮮の歴史が朝鮮半島ではなく中国大陸で進行したと主張する。朝鮮半島中心の歴史を否定する大陸史観論者たちは、古朝鮮・三国時代までは中国大陸に該当国家があったというところでは概して意見の一致を見せている（例えば、遼河流域の紅山文化などの文明の正体は古朝鮮である、とするものなど）。しかしそれ以後の時代にも大陸史観が適用されるのかの可否は研究者ごとに違う。統一新羅・渤海が南北に立った南北国時代以後の朝鮮史は半島史観に依拠する者もあれば、高麗まで、甚だしくは近世朝鮮まで中国大陸にあったという式の主張もある。
韓国では朝鮮民族主義歴史学は「民間考古学」とつながっており、視聴率を競うテレビ考古学者は古代朝鮮の境界をますます大きく主張している。例えば、1993年にKorea Daily(中央日報の英字紙)が延世大学校の考古学者孫宝基(ko:손보기)のモンゴルのウランバートルへの旅を後援し、彼は高句麗が大興安嶺山脈を超えて拡がっていた事を証明する新しい高句麗の石の要塞を発見と主張した。例えば、朝鮮の青銅器時代の芸術は、民間考古学者によってスキタイと結び付けられ、朝鮮半島への「優れた北部の人種の到来」を証明するものとされる。朝鮮のジャーナリストや研究者は、朝鮮の「アルタイの祖先」を探して、定期的に中央アジアのシルクロードの遺跡に沿って旅行する。崔南善は、申采浩の領土に対する方式で書いて、朝鮮は中央アジアの中に深くに拡がった「不咸文化」の中心であると主張した。崔によると、世界はインド·ヨーロッパ、中国、「Părk」文化に分けられるが、最後のものは神道に似た朝鮮の宗教でカスピ海から黒海、天山山脈、アルタイ山脈を経て、朝鮮、日本、沖縄に広がっている。崔は、この超文化の中で檀君が普遍的に崇拝されたと主張した。しかし、チズコ・アレン(Chizuko Allen)によると、崔は、朝鮮、中国、日本以外には、どの国の地域文化も調べておらず、地理的特徴の音韻的類似点をこの理論の基礎とした。
申采浩は、彼の独創的な研究『読史新論』で、朝鮮史の主題を朝鮮半島だけから「満洲」の外縁および「人種的に定義された国民」へと再定義した。しかし、このような極端な北部領土を持っていた王朝（高句麗・渤海）に正当性を与えていなかった李氏朝鮮の儒教の歴史が、鴨緑江と豆満江を境界とする朝鮮民族の概念を強化した。申采浩は、特にこの閉じ込めに憤慨し、高句麗の滅亡と、「朝鮮」が半島の外の領土の支配を失ったことが、民族の衰退の始まりだと考えた。彼は「朝鮮民族が満洲を得れば朝鮮民族は強く繁栄する。他の東や北の民族が満洲を得ると…朝鮮[Han'guk]は…[東や北の]民族の勢力圏に入る。…これは4000年間変わっていない鉄のルールだ」と書いた。申だけでなく、民族主義歴史家仲間の朴殷植も、満洲を強力な「大朝鮮」を構築するための基盤だと考えた。申采浩は、日本帝国歴史学から失地回復主義的テーマを引き出し、過去の支配に基づき領土拡大を主張した。申の歴史学は、朝鮮が過去に持っていたと思われる領土を参照して大朝鮮を正当化した。彼はそれを、百済から遼東西部、山東省、江蘇省、浙江省、越州、およびその周辺地域、そして新羅から東北吉林省とした。申にとって、古代の理想時代の調査は、中国の史書の皇帝堯と舜の物価安定政策のような儒教の平和と安定ではなく、朝鮮民族が最大の領土を支配した時代だった。それ以前に、朴趾源は、遼東と他の鴨緑江の向こうの地域は歴史的朝鮮の領土と見なされるべきで、そうでなければ朝鮮はもっと領土を失うことになる、と主張した。李圭景は、遼東の朝鮮名は「三韓」だったので、遼東半島は「疑いなく」古代朝鮮の領土だったと信じた。民族主義学者は、「遼史」と「金史」に基づいて、遼東と周辺地域の朝鮮の所有権を主張した。
1985年、尹乃鉉は古朝鮮は紀元前2333年以前から2000年間続き、中国北部河北省から全朝鮮に広がっていたと提唱した。李氏朝鮮時代の遼東朝鮮説への重要な反対者に丁若鏞や星湖李瀷がいる。丁は、朝鮮の自然の川の国境には遼東は「余分」であると主張した。李は、中国に対する領土回復主義を将来トラブルになるかもしれない「貪欲な野望」とみなした。安廓は、満洲の「喪失」と朝鮮民族の衰退を嘆いた1910年の民族主義歴史家に対し、反対の声を表していた。檀君カルト大倧教は、20世紀の朝鮮民族主義歴史学に影響を与えた「史話」を書いた。「史話」の汎東夷汎北東アジアの主張は、朝鮮民族が「韓半島と満洲だけでなく中国東北部も」含み、舜、遼、金、元、清の皇帝を朝鮮の歴史の一部と考える、という主張を含む。この朝鮮民族の拡張概念は、中国に亡命して学んでいる軍事士官候補生の士気を高めることを意図した、金教獻の朝鮮の歴史教科書に含まれていた。金によると、王朝を導いたこれらの全て人々は、箕子朝鮮の箕子とは異なり、満洲発祥であるから、彼らは全て檀君の子孫で、歴史の朝鮮民族の「北の」分岐の一部である。その結果、彼は、これらの人々が征服した全ての土地、最も後には「漢の土地、モンゴル、回族の領域、チベット」からビルマに至るまでを含む土地、が朝鮮民族の領土に含まれる、と考えた。李相龍は、満洲民族は実際には朝鮮人だった、漢四郡は「朝鮮」の領土ではなく遼東に位置していた、満洲を含む大朝鮮国家を作る目的で朝鮮の歴史の一部は満洲を中心にすべきである、という、申、金教獻、朴殷植と共通の多くの主張を行った。
1981年、大韓民国教育部長官の安浩相は、1.檀君は実在の人物、2.檀君の領土は中国北京まで存在した、3.王倹城は中国遼寧省にあった、4.漢四郡は中国北京にあった、5.百済は3世紀から7世紀にかけて北京から上海に至る中国東岸を統治した、6.新羅の最初の領土は東部満洲で統一新羅の国境は北京にあった、7.百済が日本文化を築いたとする「国史教科書の内容是正要求に関する請願書」を国会に提出した。
古朝鮮の領土について、在野の歴史学界（大学教授でない歴史学者からなる歴史学界）は、「大古朝鮮」を提示しており、古朝鮮の勢力範囲を中国北京の東側と内モンゴルの南側に位置した遼西地域まで広げ、「国土は解放されたが、歴史の解放はまだだ」と主張しており、申采浩、鄭寅普、李址麟、尹乃鉉らが在野の歴史学界の論理を後押ししている。一方、主流の歴史学界（大学教授からなる）は、在野の歴史学界の主張は「偉大な上古史」の幻想を植えつける恐れがあると批判しており、古朝鮮の勢力範囲を「小古朝鮮」としており、学術誌『歴史批評』2016年春・夏号で、ソウル大学校、延世大学校、成均館大学校などの30代から40代の6人の若手朝鮮史研究者が、在野の歴史学界の古代史解釈を批判した論文を寄稿し、「在野の歴史学者の主張は歴史的考証もきちんとなされていない状態で、そこに民族主義という名の下、一部の国会議員や進歩的知識人が呼応している」として、「サイバー歴史学」「歴史ファシズム」「いんちき歴史学」と罵倒している。
2007年大韓民国大統領選挙に立候補した許京寧経済共和党総裁は、「中国諸国と連邦をしてアジア連邦を作り、失われた高句麗領土を取り戻したい」「失われた渤海の旧領と、三国時代にヨーロッパまで伸ばした韓半島の故土を取り戻すのが私の夢だ」と主張している。また、韓国放送公社の番組「満洲大探査」は、「満洲はもともと韓民族の土地。清朝を樹立した愛新覚羅氏も、祖先は韓国人」と主張している。大田大学校の林均沢副総長が2002年12月に韓国書鎮出版社から出版した『韓国史』において、唐の時代に、高句麗、新羅、百済が中国の大半を有しており、唐の版図は雲南省や四川省などのわずかな部分に過ぎず、高句麗、百済を滅ぼしたあとの新羅の版図は、現在の東シベリア、モンゴル、華北地域など中国北部全体、華中地域、チベット自治区、新疆ウイグル自治区など広大なものとなり、唐は華中地域や華南地域をおさえるにとどまったと主張している。韓国の圓光大学校教授も広西チワン族自治区の百済郷を調査し、「この地はかつて、百済の殖民地だった」と発表した。
韓国の梨花女子大学校の歴史書、申瀅植『梨花女子大学校コリア文化叢書 韓国史入門』p4には、「韓国民族は70万年前の旧石器時代から新石器・青銅器時代へと移り、古代国家を成立させて以後、現在まで東アジアの主役として堂々と固有の歴史を守り続けてきた。特に、古代社会で韓民族は満洲大陸を支配しながら中国の東進を防ぎ、近代に入り一時期日本の支配を受けたものの最後まで民族の独自の文化を守り続けてきた」とある。
歴史学者オ・ジェソンの著書『隠された歴史を探して』『地図で見る韓国歴史』の本の図表には、高句麗・百済が活動した範囲が、内蒙古・山東省・福建省などに至っている。これに対して中国では、「唐の新疆統治組織だった安西都護府が、統一新羅のチベット統治機構に伝えられたのはとんでもないこと」「歴史系列の本を書く著者としてこうした図表を作るのは、読者を欺くことであるだけでなく、歴史に無責任な行為」と批判している。
中国の長江流域と黄河流域を新羅、高句麗、百済、高麗、李氏朝鮮が支配していたことを明らかにする研究を続けてきたキム・ジンギョン（朝鮮語: 김진경）国学博士は、2018年の著書『동방의 비밀1-조선천축（東方の秘密1-朝鮮天竺）』において、高句麗、百済、新羅、伽耶などは現在の中国の北京の黄河を越えて長江の南側地域までを領土にしており、建国初期にはすでに現在のインドとの交流が活発だったと主張している。
林志弦によると、東北工程を厳しく非難している進歩的な国会議員であり、韓国大統領候補にまでなった金元雄は、国会で満洲回復を演説したことがあり、他にも陸軍士官学校の校長室には、満洲を韓国の領土と図示した地図が掲げてあり、それを見た中国の将官が驚愕した。
当然のことながら朝鮮の大陸史観は、朝鮮の王朝による満洲支配を栄光と考え、その地域を中国の辺境と見なす現代中国の民族主義と衝突する。

## 大陸三国説
大陸三国説は、高句麗・百済・新羅・伽倻などの三国時代の国々がみな中国大陸にあったという主張である。これらが主に引用する資料の中の一つは、三国史記、三国遺事などに登場するバッタ関連記事である。今の韓国ではバッタの群れによる被害（蝗害）は全然見られないが、三国史記などにバッタの群れによる被害が登場することから見て、三国時代の国々はバッタの群れが今も存在する中国大陸にあったのではないかという主張である。この主張は大陸史観を批判するネチズンたちからの反駁にあい、バッタ関連記事が朝鮮王朝実録にも登場するのが知られると、「李氏朝鮮も中国に位置していた」という主張に変わったりした。

## 三国初期の天文記録
1996年、ソウル大学校天文学科パク・チャンボン教授が新しい研究方法で天文記録を分析、三国時代の史書にある天体現象の観測地が現在の中国大陸にあった可能性を示唆する論文を発表した。パク・チャンボン教授は天文学者として「考古天文学」という新しい方法を史学界に提示し、その結論に対する判断は史学者たちが下さなければならないと主張した。以後イ・ムンギュ教授などは、討論と学術発表を通じて天文学の歴史研究のための道具としての有用性は認めたが、結果の解釈に対しては問題があることを指摘した。

## 批判
実証主義的な歴史学者からは、大陸史観論者たちが根拠として使う揆園史話や桓檀古記に、19世紀末以降の開化期にようやく入ってきたような新語が使われていたり古代史用語の使い方に誤りがあったりする点から、これらの書物を偽書とみなしており、大陸史観も学術的根拠の低い価値のない学説とみなしている。
在野史学者の間でも大陸史観に対する批判はある。在野史学者パク・ヨングは、自身の著書『一冊で読む百済王朝実録』を通じて、大陸史観を批判した。すなわち、現在韓国では起こらない様々な気象異変や自然災害が三国史記に登場することだけでは大陸史観を唱えることはできない。三国時代以後を扱っている高麗史や朝鮮王朝実録にも、現在韓国にはない気象異変やバッタの群れの被害など自然災害が登場する。

## 起源
韓国の大陸史観の起源は、日本である。学界からは相手にされない民間在野史学の中で、「借地史観」または「借地論」とよばれるジャンルがあった（「古代日本史は古代朝鮮史の焼き直しであり、古代朝鮮史は古代中国史の、古代中国史は古代オリエント史の焼き直しである」、というもの）。それを開拓し唱導していたのは鹿島曻であったが、韓国で世に知られず埋もれていた『桓檀古記』を80年代に入手すると、それを日本の自分の出版社から発行した。その本は自説の借地史観にかなりのページを割いたもので、評判はよくなかったが、これが韓国に逆輸入されて話題になった。
一世を風靡した鹿島曻の借地史観も、初期の頃は八切止夫の亜流の域を出ないものであった。八切止夫のネタ元は戦前の「スメル学会」（シュメールやバビロニアの資料と日本神話の共通点を指摘し、日本人や皇室の起源はオリエントにあり、メソポタミア文明は日本人が作ったと主張した人々）であり、さらに詳細に歴史をみると借地史観という形での歴史解釈の元祖は木村鷹太郎のようである。